# Mele
Mele (ligur nyelven Mê) település Olaszországban, Liguria régióban, Genova megyében. Lakosainak száma 2522 fő (2023. január 1.). Mele Bosio, Genova és Masone községekkel határos.

## Népesség
A település lakossága az elmúlt években az alábbi módon változott:
| Lakosok száma | 2728 | 2708 | 2522 |
|               | 2017 | 2018 | 2023 |